# Neogrotella spaldingi
Neogrotella spaldingi är en fjärilsart som beskrevs av Barnes och Mcdunnough 1913. Neogrotella spaldingi ingår i släktet Neogrotella och familjen nattflyn. Inga underarter finns listade i Catalogue of Life.